# Israel Kleiner (Mathematiker)
Israel Kleiner (geb. vor 1967) ist ein kanadischer Mathematiker und Mathematikhistoriker.

## Leben
Kleiner wurde 1967 an der McGill University bei Joachim Lambek mit einer Arbeit in Ringtheorie promoviert (Lie modules and rings of quotients). Er war bis zu seiner Emeritierung Professor an der York University, wo er seit 1965 war und das Ausbildungsprogramm für Mathematiklehrer koordinierte. Er befasste sich insbesondere mit Geschichte der Algebra und mit der Verbindung von Mathematikgeschichte und Mathematikpädagogik.
Er erhielt zweimal den Carl B. Allendoerfer Award und einmal den George Pólya Award und 1995 den Lester Randolph Ford Award. Er war Mitte der 2000er Jahre Vizepräsident der Canadian Society for the Philosophy and History of Mathematics.

## Schriften
- Excursions in the history of mathematics, Springer 2011
- A history of abstract algebra, Birkhäuser 2007
- Rigor and proof in mathematics - a historical perspective, Mathematics Magazine, Band 64, 1991, S. 291-314 (erhielt den Allendoerfer Award)
- The evolution of Group Theory - a survey, Mathematics Magazine, Band 59, 1986, S. 195-215 (erhielt den Allendoerfer Award, wieder abgedruckt in Alexanderson The harmony of the world - 75 years of Mathematics Magazine, MAA 2007)
- Evolution of the function concept: a brief survey, College Mathematics Journal, Band 20, 1989, Nr.4 (erhielt den Polya Award)
- mit Nitsa Movshovitz-Hadar The role of paradoxes in the evolution of mathematics, The American Mathematical Monthly, Band 101, 1994, S. 963 (erhielt den Lester R. Ford Award)
- The roots of commutative algebra in algebraic number theory, Mathematics Magazine, Band 68, 1995, S. 3–15, wieder abgedruckt (mit The evolution of group theory und Evolution of the function concept) in Victor Katz, Robin Wilson, Marlow Anderson Who gave you the epsilon ? And other tales of mathematical history, MAA, Spectrum Series, 2009
- The genesis of the abstract ring concept, American Mathematical Monthly, Band 103, 1996, S. 423
- A sketch of the evolution of (non-commutative) ring theory, L´Enseignement Mathematique, Band 33, 1987, S. 227–267
- From numbers to rings - an early history of ring theory, Elemente der Mathematik, Band 53, 1998, S. 18–35
- Field theory: from equations to axiomatization, 2 Teile, American Mathematical Monthly, Band 106, 1999, S. 677–684, 859–863
- Emmy Noether- highlights in her life and work, L´Enseignement Mathematique, Band 38, 1992, S. 103–124
- From Fermat to Wiles, Elemente der Mathematik, Band 55, 2000, S. 19–37
- Thinking the unthinkable - the story of complex numbers (with a moral), Mathematics Teacher, Band 81, 1988, S. 583–582
- The teaching of abstract algebra - an historical perspective, in Frank Swetz, Otto Bekken, Bengt Johansson, John Fauvel, Victor Katz (Herausgeber) Learn from the masters, MAA 1994
- A historically focused course on abstract algebra, Mathematics Magazine, Band 71, 1998, S. 105–111
- The principle of continuity- a brief history, Mathematical Intelligencer, 2006, Nr. 4